# Panique aux funérailles
Pour les articles homonymes, voir Death at a Funeral et Joyeuses Funérailles.
Pour plus de détails, voir Fiche technique et Distribution.
Panique aux funérailles ou Joyeuses funérailles au Québec (Death at a Funeral) est une comédie noire américaine réalisée par Neil LaBute, sortie en 2010. Il s'agit du remake de la version britannique Joyeuses Funérailles (Death at a Funeral, 2007), dans laquelle Peter Dinklage a déjà joué dans le même rôle.

## Synopsis
Le décès du père d’Aaron (Chris Rock) et Ryan (Martin Lawrence) est l'occasion pour toute la famille de se réunir lors des funérailles. Un homme atteint de nanisme (Peter Dinklage) profite de l'occasion pour menacer de révéler les relations sexuelles qu'il entretenait avec le défunt s'il ne reçoit pas une somme d'argent. Les deux frères vont essayer de contrôler le maître chanteur. Mais, dans leurs tentatives désespérées pour empêcher celui-ci de mettre sa menace à exécution, ils transforment la cérémonie en une véritable catastrophe, avec le concours involontaire du fiancé de leur cousine Elaine (Zoe Saldana), Oscar (James Marsden) qui, stressé à l'idée de faire bonne impression à ses futurs beaux-parents, a absorbé par inadvertance un puissant hallucinogène…

## Fiche technique
Sauf indication contraire, les informations mentionnées dans cette section peuvent être confirmées par la base de données cinématographiques IMDb,  présente dans la section « Liens externes ».
- Titre original : Death at a Funeral
- Titre français : Panique aux funérailles
- Titre québécois : Joyeuses funérailles
- Réalisation : Neil LaBute
- Scénario : Dean Craig, d’après son scénario de la version britannique Joyeuses Funérailles (Death at a Funeral, 2007)
- Direction artistique : Chris Cornwell
- Décors : Jon Gary Steele
- Costumes : Maya Lieberman
- Photographie : Rogier Stoffers
- Montage : Tracey Wadmore-Smith
- Musique : Christophe Beck
- Production : William Horberg, Sidney Kimmel, Laurence Malkin, Chris Rock et Share Stallings

Coproduction : Josh Kesselman et Nicolas Stern
Production déléguée : Dean Craig, Glenn S. Gainor, Jim Tauber et Bruce Toll
- Sociétés de production : Sidney Kimmel Entertainment, Wonderful Films, Parabolic Pictures Inc. et Stable Way Entertainment
- Société de distribution : Screen Gems (États-Unis)
- Pays d’origine :  États-Unis
- Langue originale : anglais
- Format : couleur
- Genre : comédie noire
- Durée : 92 minutes
- Dates de sortie :
  - États-Unis : 12 avril 2010 (avant-première mondiale à Los Angeles) ; 16 avril 2010 (sortie nationale)
  - France : 22 septembre 2010 (DVD)

## Distribution
Légende : Version Française (V.F.) ; Version Québécoise (V.Q.)
- Chris Rock (V.F. : Lucien Jean-Baptiste ; V.Q. : Gilbert Lachance) : Aaron Barnes
- Martin Lawrence (V.F. : Thierry Desroses ; V.Q. : Manuel Tadros) : Ryan Barnes
- Tracy Morgan (V.F. : Frantz Confiac ; V.Q. : Tristan Harvey) : Norman
- Zoe Saldana (V.F. : Ingrid Donnadieu ; V.Q. : Catherine Proulx-Lemay) : Elaine Barnes
- Luke Wilson (V.F. : Philippe Valmont ; V.Q. : Antoine Durand) : Derek
- James Marsden (V.F. : Damien Boisseau ; V.Q. : Daniel Roy) : Oscar
- Danny Glover (V.F. : Richard Darbois ; V.Q. : Aubert Pallascio) : oncle Russell Barnes
- Columbus Short (V.F. : Yoann Sover ; V.Q. : Nicolas Charbonneaux-Collombet) : Jeff
- Peter Dinklage (V.F. : Constantin Pappas ; V.Q. : Marc-André Bélanger) : Frank
- Keith David (V.F. : Philippe Dumond ; V.Q. : Pierre Chagnon) : le révérend Davis
- Kevin Hart (V.F. : Marc Saez ; V.Q. : Patrice Dubois) : Brian
- Loretta Devine (V.F. : Monique Thierry ; V.Q. : Carole Chatel) : Cynthia
- Regina Hall (V.F: Ninou Fratellini; V.Q. : Johanne Léveillé) : Michelle
- Ron Glass (V.F. : Benoît Allemane ; V.Q. : Guy Nadon) : Dr Duncan
- Regine Nehy (V.Q. : Catherine Bonneau) : Martina
- Robert Lee Minor : Edward